# Luise Heyer
Luise Heyer, född den 25 mars 1985 i Berlin, är en tysk skådespelare.
Luise Heyer har bland annat medverkat i den tyska dramaserien Dark. Hon har även medverkat i filmen På nära håll där hon spelade Corina Walter, en av huvudrollerna. I filmen The Calendar Killer spelade hon huvudkaraktären Klara.

## Filmografi (i urval)
- 2017–2020 – Dark (TV-serie)
- 2021 – På nära håll
- 2024 – The Calendar Killer
- 2025 – Sound of Falling